# Équipe cycliste Caja Rural-Seguros RGA
L'équipe cycliste Caja Rural-Seguros RGA est une équipe cycliste espagnole créée en 2010. Elle a pour principal sponsor la banque coopérative espagnole Caja Rural (es). Elle court avec une licence UCI ProTeam depuis 2020 (deuxième division du cyclisme sur route masculin).

## Histoire de l'équipe

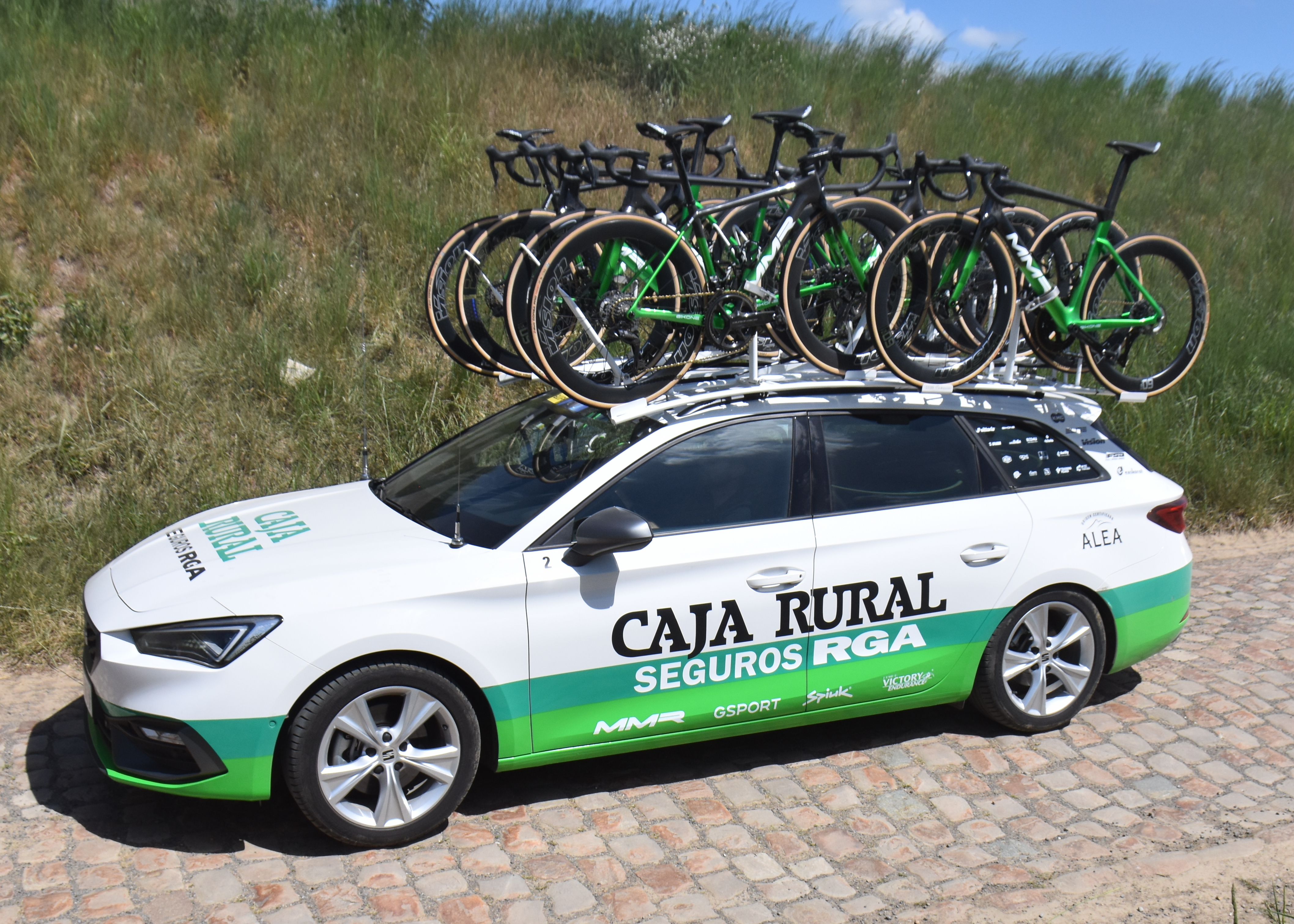
Véhicule Caja Rural-Seguros RGA lors des Quatre Jours de Dunkerque 2025

Elle est issue de l'équipe amateur du même nom, créée en 1992 par Club Ciclista Burunda basé à Altsasu en Navarre, et dont José Vicente García Acosta, Egoi Martínez, Iker Flores, Aitor González ont été membres avant de devenir coureurs professionnels.
Le 21 février 2013, l'équipe annonce qu'elle deviendra Caja Rural-Seguros RGA à la suite de l'arrivée d'un co-sponsor. L'officialisation de leur nouveau nom est annoncée le 8 mars 2013.
Pour la saison 2015, l'équipe change de fournisseur de vélo, passant de Vivelo à Fuji.

## Affaires de dopage
En juin 2011, la direction de l'équipe annonce avoir libéré de leur contrat Víctor de la Parte et Guillermo Lana, les deux coureurs étant impliqués dans une enquête antidopage en Andorre.
En 2016, Alberto Gallego rejoint l'équipe. Un mois après ses débuts avec l'équipe, l'Union Cycliste Internationale annonce qu'il a été contrôlé positif au stanozolol, un produit anabolisant et est licencié par son équipe. Il est suspendu jusqu'au 25 octobre 2019.
En octobre 2017, Manuel Sola se voit suspendu provisoirement par la Fédération royale espagnole de cyclisme, en raison d'un contrôle antidopage effectué au mois de mai qui se révèle positif à la testostérone.
En juin 2018, Jaime Rosón qui a rejoint entre-temps l'équipe Movistar est suspendu provisoirement par l'UCI en raison d'une anomalie datant de janvier 2017 sur son passeport biologique. Le coureur qui était à l'époque de l'anomalie membre de l'équipe Caja Rural, se déclare « étranger à l’utilisation de toute substance ou méthode de dopage. Je prendrai soin de me défendre n’importe où pour prouver mon innocence ». Néanmoins, en février 2019, il est suspendu pour une durée de quatre ans, jusqu'en juin 2022,.
Le 12 décembre 2019, Domingos Gonçalves est suspendu après avoir été notifié d'une violation des règles antidopage pour usage d'une substance prohibée  détectées dans son passeport biologique, sur la base d'anormalités de 2016 et 2018. Il est aussitôt licencié par son équipe et suspendu quatre ans jusqu'au 12 décembre 2023. En février de la même année, son ancien coéquipier Jaime Roson avait été suspendu quatre ans pour les mêmes raisons. Ces deux cas étant survenus au cours d'une période de douze mois, l'équipe Caja Rural-Seguros RGA risque une suspension pour une durée allant de 15 jours à 45 jours. Elle n'est finalement pas suspendue après que la commission de discipline de l'UCI ait écouté les explications données par la formation espagnole.

## Principales victoires

### Compétitions internationales
Contrairement aux autres courses, les Jeux olympiques, les championnats du monde et les championnats continentaux sont disputés par équipes nationales et non par équipes commerciales.

#### Jeux olympiques
- Course à l'américaine aux Jeux olympiques d'été à Paris : 2024 (Iúri Leitão)

#### Championnat du monde
- Championnat du monde d'omnium : 2023 (Iúri Leitão)

#### Championnat d'Europe
- Championnat d'Europe de course scratch : 2022, 2024 et 2025 (Iúri Leitão)
- Championnat d'Europe de course aux points : 2025 (Iúri Leitão)

### Courses d'un jour
- Circuit de Getxo : 2018 (Alex Aranburu) et 2019 (Jon Aberasturi)
- Classica da Arrabida-Cyclin'Portugal : 2019 (Jonathan Lastra), 2022 et 2023 (Orluis Aular), 2024 (Joseba López)
- Clásica Terres de l'Ebre : 2024 (Abel Balderstone)
- Trophée Matteotti : 2024 (Orluis Aular)
- Trofeo Palma : 2025 (Iúri Leitão)

### Courses par étapes
- Tour des Asturies : 2012 (Javier Moreno), 2013 (Amets Txurruka) et 2016 (Hugh Carthy)
- Tour de Beauce : 2015 (Peio Bilbao)
- Tour de Turquie :  2016 (José Gonçalves)
- Tour de l'Alentejo : 2022 et 2023 (Orluis Aular), 2024 (Eduard Prades)
- Tour de Grèce : 2023 (Iúri Leitão)
- Cro Race : 2023 (Orluis Aular)
- Grand Prix international de Torres Vedras-Trophée Joaquim-Agostinho : 2024 (Orluis Aular)
- Tour du lac Qinghai : 2024 (Jefferson Cepeda)

### Championnats nationaux
- Championnats de Bulgarie sur route : 2
  - Course en ligne : 2012 et 2013 (Danail Petrov)
- Championnats d'Espagne sur route : 1
  - Contre-la-montre : 2025 (Abel Balderstone)
- Championnats d'Éthiopie sur route : 1
  - Contre-la-montre : 2024 (Mulu Hailemichael)
- Championnats du Portugal sur route : 1
  - Course en ligne : 2012 (Manuel António Cardoso)
- Championnats de Porto Rico sur route : 1
  - Contre-la-montre : 2025 (Abner González)
- Championnats d'Uruguay sur route : 1
  - Course en ligne : 2025 (Thomas Silva)
- Championnats du Venezuela sur route : 5
  - Course en ligne : 2022 et 2023 (Orluis Aular)
  - Contre-la-montre : 2022, 2023 et 2024 (Orluis Aular)

- Championnats du Portugal sur piste : 7
  - Scratch : 2022 et 2024 (Iúri Leitão)
  - Américaine : 2022 et 2024 (Iúri Leitão)
  - Omnium : 2024 (Iúri Leitão)
  - Course au points : 2024 (Iúri Leitão)
  - Élimination : 2024 (Iúri Leitão)

## Classements UCI
L'équipe participe aux épreuves des circuits continentaux et en particulier de l'UCI Europe Tour. Les tableaux ci-dessous présentent les classements de l'équipe sur les différents circuits, ainsi que son meilleur coureur au classement individuel.
UCI Africa Tour
| UCI Africa Tour | UCI Africa Tour        | UCI Africa Tour                           | UCI Africa Tour |
| Année           | Classement par équipes | Meilleur coureur au classement individuel |                 |
| --------------- | ---------------------- | ----------------------------------------- | --------------- |
| 2014            | 8e                     | Luis León Sánchez (8e)                    |                 |
| 2023            | -                      | Mulu Hailemichael (42e)                   |                 |
|                 |                        |                                           |                 |
| Source : UCI    |                        |                                           |                 |

UCI America Tour
| UCI America Tour | UCI America Tour       | UCI America Tour                          | UCI America Tour |
| Année            | Classement par équipes | Meilleur coureur au classement individuel |                  |
| ---------------- | ---------------------- | ----------------------------------------- | ---------------- |
| 2010             | 27e                    | Joaquín Sobrino (172e)                    |                  |
| 2012             | 42e                    | Marcos García (361e)                      |                  |
| 2015             | 11e                    | Carlos Barbero (45e)                      |                  |
| 2016             | 15e                    | Eduard Prades (36e)                       |                  |
| 2017             | 15e                    | Chris Butler (67e)                        |                  |
| 2018             | 39e                    | Lluís Mas (348e)                          |                  |
| 2019             | -                      | Jefferson Cepeda (29e)                    |                  |
| 2020             | -                      | Jefferson Cepeda (21e)                    |                  |
| 2021             | -                      | Jhojan García (29e)                       |                  |
| 2022             | -                      | Orluis Aular (17e)                        |                  |
| 2023             | -                      | Orluis Aular (12e)                        |                  |
| 2024             | -                      | Orluis Aular (13e)                        |                  |
|                  |                        |                                           |                  |
| Source : UCI     |                        |                                           |                  |

UCI Asia Tour
| UCI Asia Tour | UCI Asia Tour          | UCI Asia Tour                             | UCI Asia Tour |
| Année         | Classement par équipes | Meilleur coureur au classement individuel |               |
| ------------- | ---------------------- | ----------------------------------------- | ------------- |
| 2011          | 41e                    | Fabricio Ferrari (130e)                   |               |
| 2018          | 96e                    | Alex Aranburu (559e)                      |               |
|               |                        |                                           |               |
| Source : UCI  |                        |                                           |               |

UCI Europe Tour
| UCI Europe Tour | UCI Europe Tour        | UCI Europe Tour                           | UCI Europe Tour |
| Année           | Classement par équipes | Meilleur coureur au classement individuel |                 |
| --------------- | ---------------------- | ----------------------------------------- | --------------- |
| 2010            | 37e                    | José Herrada (77e)                        |                 |
| 2011            | 28e                    | Javier Moreno (35e)                       |                 |
| 2012            | 21e                    | David de la Cruz (95e)                    |                 |
| 2013            | 15e                    | Francesco Lasca (24e)                     |                 |
| 2014            | 11e                    | Pello Bilbao (40e)                        |                 |
| 2015            | 10e                    | Amets Txurruka (34e)                      |                 |
| 2016            | 4e                     | Sergio Pardilla (25e)                     |                 |
| 2017            | 17e                    | Jaime Rosón (61e)                         |                 |
| 2018            | 33e                    | Alex Aranburu (155e)                      |                 |
| 2019            | 17e                    | Alex Aranburu (198e)                      |                 |
| 2020            | 14e                    | Jon Aberasturi (168e)                     |                 |
| 2021            | 12e                    | Jonathan Lastra (129e)                    |                 |
| 2022            | 12e                    | Jonathan Lastra (192e)                    |                 |
| 2023            | 9e                     | -                                         |                 |
|                 |                        |                                           |                 |
| Source : UCI    |                        |                                           |                 |

Logo de l'équipe cycliste Caja Rural de 2010 à 2013.

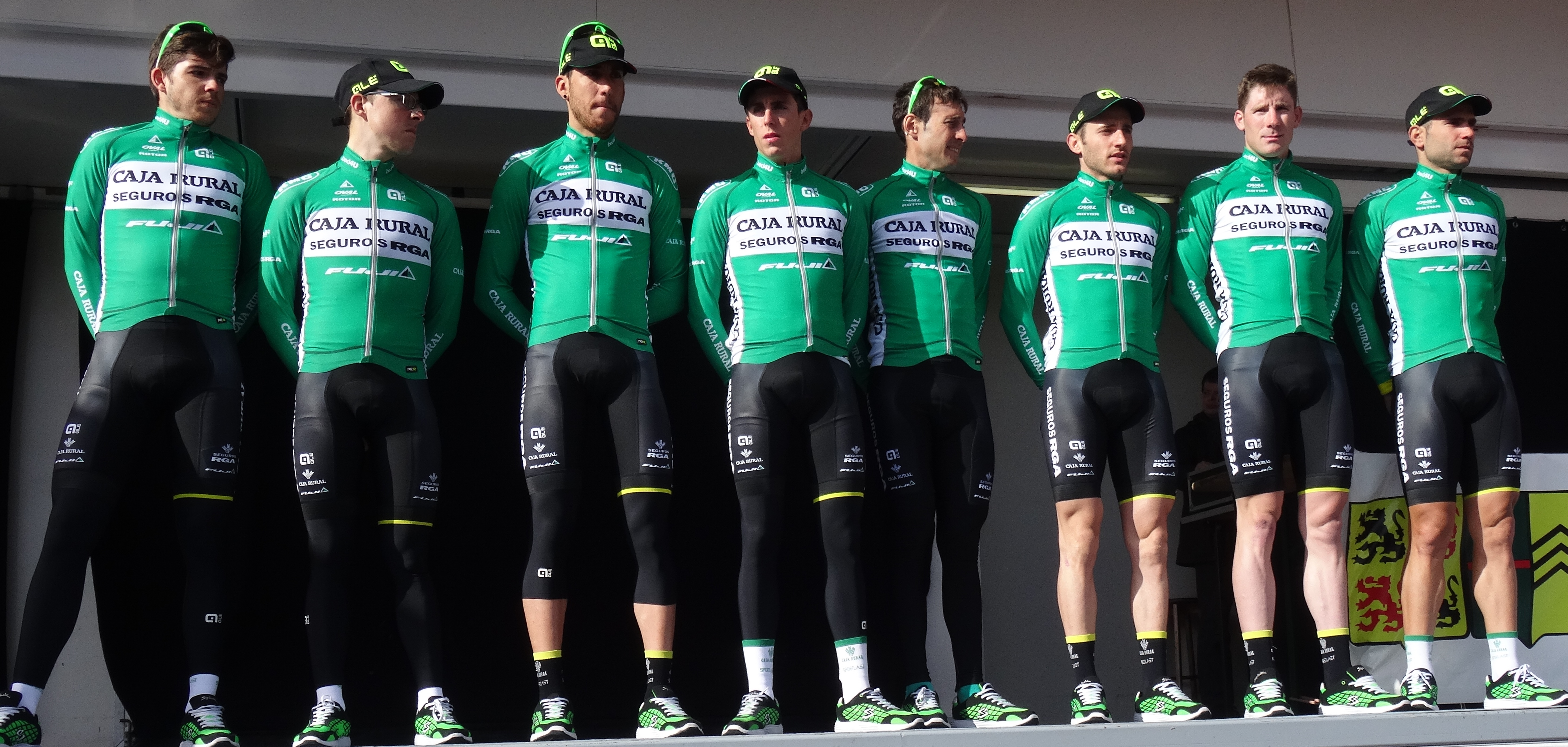
L'équipe en 2015

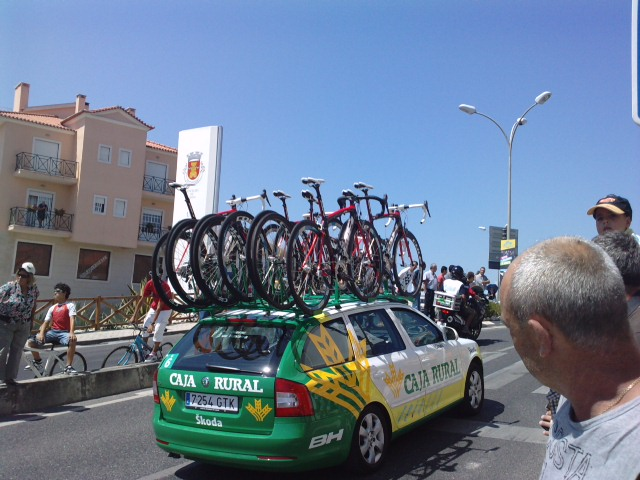
Véhicule de l'équipe en 2010

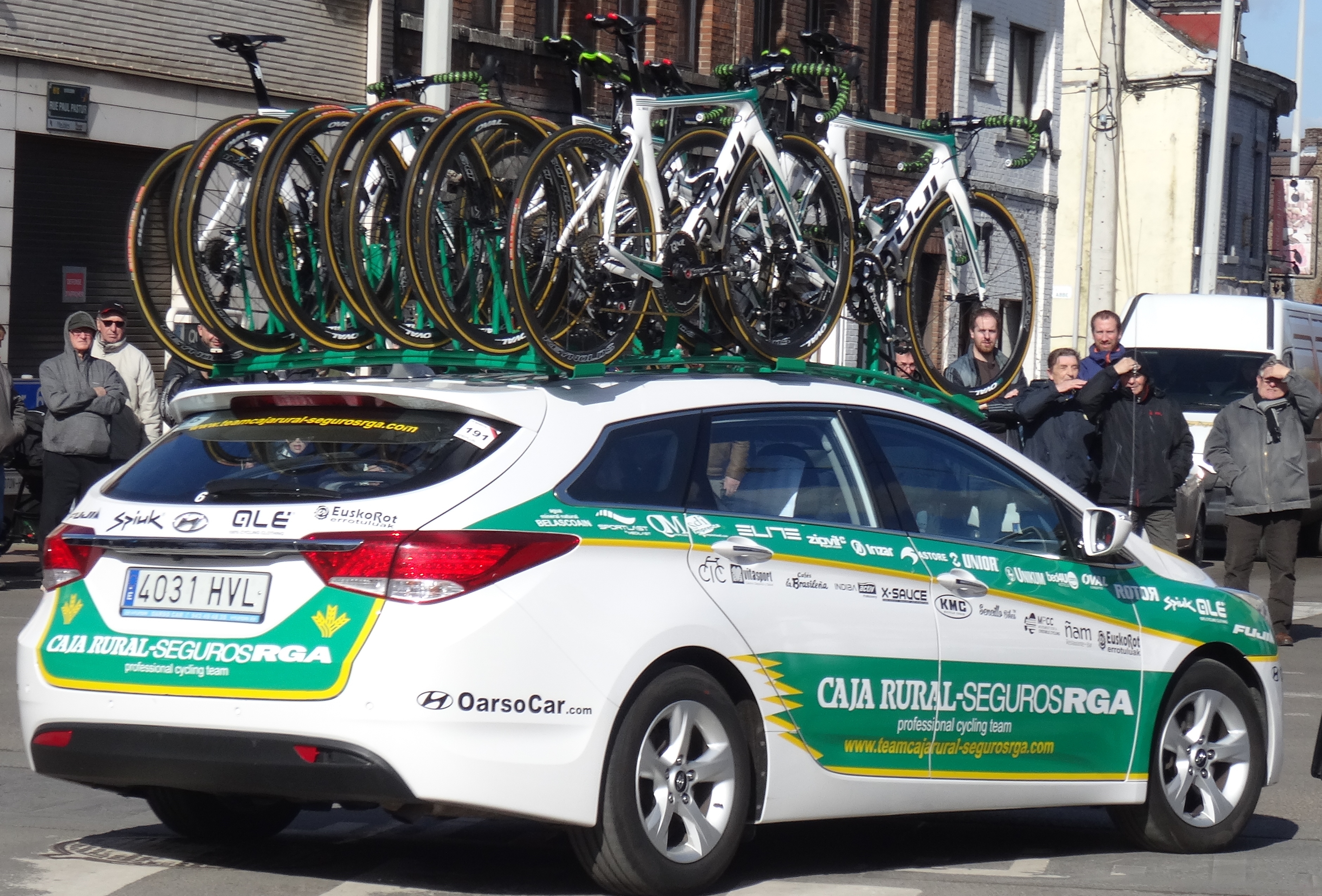
Véhicule de l'équipe en 2015

Depuis 2016, l'équipe est également classée au Classement mondial UCI qui prend en compte toutes les épreuves UCI et concerne toutes les équipes UCI.
| Classement mondial | Classement mondial     | Classement mondial                        | Classement mondial |
| Année              | Classement par équipes | Meilleur coureur au classement individuel |                    |
| ------------------ | ---------------------- | ----------------------------------------- | ------------------ |
| 2016               | -                      | Sergio Pardilla (100e)                    |                    |
| 2017               | -                      | Jaime Rosón (144e)                        |                    |
| 2018               | -                      | Alex Aranburu (268e)                      |                    |
| 2019               | 37e                    | Alex Aranburu (238e)                      |                    |
| 2020               | 35e                    | Jon Aberasturi (202e)                     |                    |
| 2021               | 31e                    | Jonathan Lastra (151e)                    |                    |
| 2022               | 32e                    | Orluis Aular (174e)                       |                    |
| 2023               | 28e                    | Orluis Aular (117e)                       |                    |
| 2024               | 24e                    | Orluis Aular (109e)                       |                    |
|                    |                        |                                           |                    |
| Source : UCI       |                        |                                           |                    |

## Résultats sur les grands tours
- Tour d'Espagne
  - 11 participations (2012, 2013, 2014, 2015, 2016, 2017, 2018, 2019, 2020, 2021, 2023)
  - 1 victoire d'étape :
    - 1 en 2012 : Antonio Piedra

  - 3 classements annexes :
    - Prix de la combativité : Javier Aramendia (2013)
    -  Classement de la montagne : Luis León Sánchez (2014) et Omar Fraile (2015)

  - Meilleur classement individuel : David Arroyo, 12e en 2015

## Caja Rural-Seguros RGA en 2025
Effectif
| Effectif 2025            | Effectif 2025     | Effectif 2025 | Effectif 2025                         |
| Cycliste                 | Date de naissance | Pays          | Équipe précédente                     |
| ------------------------ | ----------------- | ------------- | ------------------------------------- |
| Julen Arriolabengoa      | 16 février 2001   | Espagne       | Caja Rural-Seguros RGA amateur (2021) |
| Daniel Babor             | 22 octobre 1999   | Tchéquie      | Elkov-Kasper (2022)                   |
| Abel Balderstone         | 7 juillet 2000    | Espagne       |                                       |
| Fernando Barceló         | 6 janvier 1996    | Espagne       | Cofidis (2021)                        |
| Sebastian Berwick        | 15 décembre 1999  | Australie     | Israel-Premier Tech (2023)            |
| Joan Bou                 | 16 janvier 1997   | Espagne       | Euskaltel-Euskadi (2024)              |
| Jan Castellon            | 31 juillet 2003   | Espagne       | Caja Rural-Alea (2024)                |
| Sergi Darder             | 30 juin 2003      | Espagne       | Illes Balears Arabay Cycling (2024)   |
| Álex Díaz                | 28 juillet 2001   | Espagne       | Caja Rural-Alea (2024)                |
| Samuel Fernández García  | 1 janvier 2003    | Espagne       | Caja Rural-Alea (2023)                |
| Abner González           | 9 octobre 2000    | Porto Rico    | Efapel Cycling (2024)                 |
| Jaume Guardeño           | 20 février 2003   | Espagne       |                                       |
| Javier Ibáñez            | 29 novembre 2001  | Espagne       | Caja Rural-Alea (2024)                |
| Calum Johnston           | 11 janvier 1998   | Royaume-Uni   | Caja Rural-Seguros RGA amateur (2021) |
| Iúri Leitão              | 3 juillet 1998    | Portugal      | Tavfer-Measindot-Mortágua (2021)      |
| Joseba López             | 5 mars 2000       | Espagne       |                                       |
| Alex Molenaar            | 13 juillet 1999   | Pays-Bas      | Illes Balears Arabay Cycling (2024)   |
| Joel Nicolau             | 23 décembre 1997  | Espagne       |                                       |
| Jakub Otruba             | 30 janvier 1998   | Tchéquie      | ATT Investments (2024)                |
| Francisco Peñuela        | 1 février 2001    | Venezuela     | Rádio Popular-Paredes-Boavista (2024) |
| Eduard Prades            | 9 août 1987       | Espagne       | Delko (2021)                          |
| Thomas Silva             | 30 décembre 2001  | Uruguay       |                                       |
| Gorka Sorarrain          | 21 mai 1996       | Espagne       | BAI-Sicasal-Petro de Luanda (2023)    |
| Tyler Stites             | 8 mars 1998       | États-Unis    | Project Echelon Racing (2024)         |
|                          |                   |               |                                       |
| Source : ProCyclingStats |                   |               |                                       |

Victoires
| Victoires | Victoires                                            | Victoires | Victoires | Victoires    | Victoires |
| Date      | Course                                               | Pays      | Classe    | Vainqueur    |           |
| --------- | ---------------------------------------------------- | --------- | --------- | ------------ | --------- |
| 2 fév.    | Trofeo Palma                                         | Espagne   | 1.1       | Iúri Leitão  |           |
| 9 fév.    | Uruguay National Road Cycling Championships - Men RR | Uruguay   | CN        | Thomas Silva |           |

## Saisons précédentes
- Caja Rural-Seguros RGA en 2014
- Caja Rural-Seguros RGA en 2015
- Caja Rural-Seguros RGA en 2016
- Caja Rural-Seguros RGA en 2017
- Caja Rural-Seguros RGA en 2018
- Caja Rural-Seguros RGA en 2019